# うれしいひなまつり

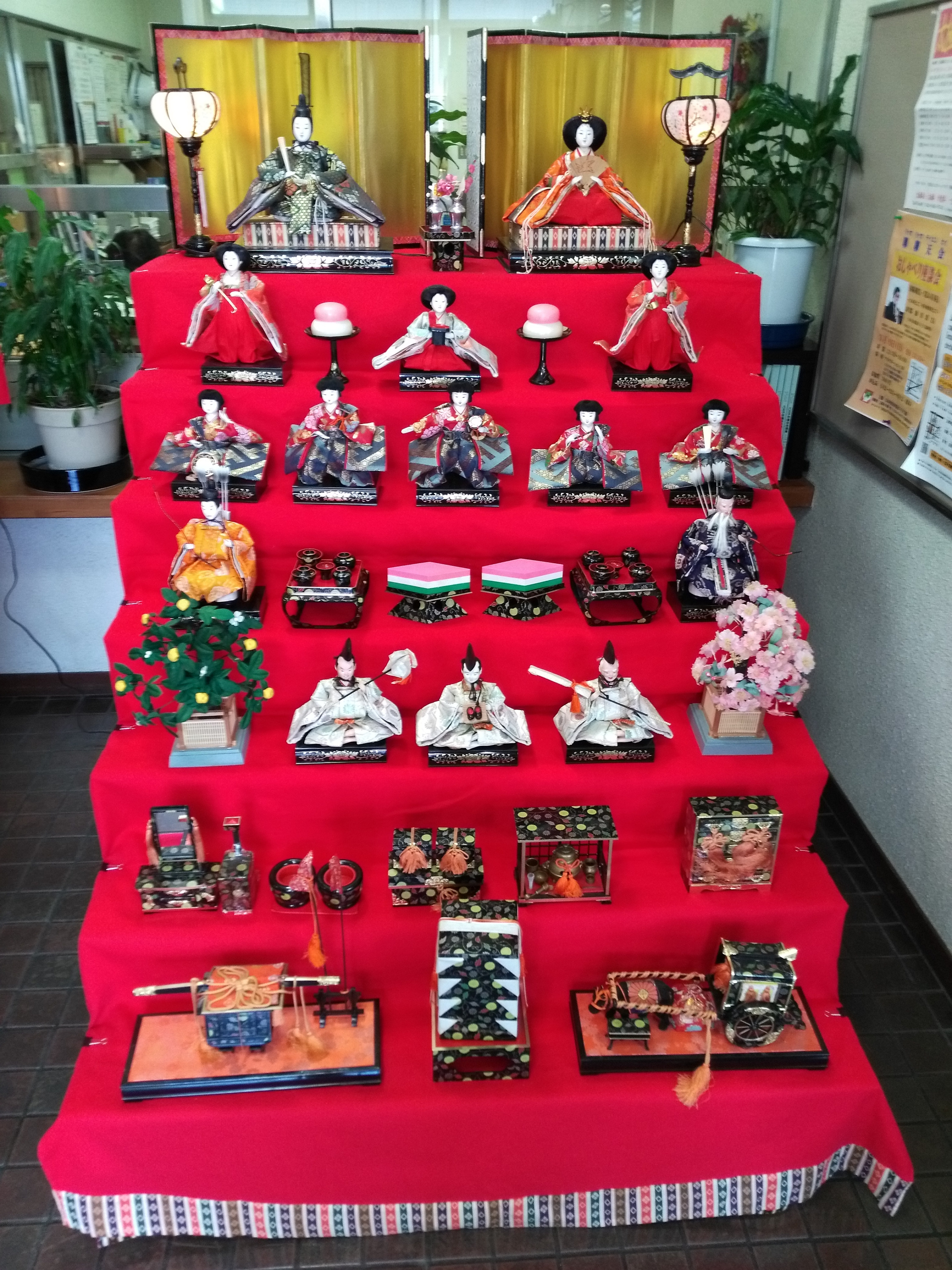
ひな人形

「うれしいひなまつり」は、サトウハチロー（「山野三郎」名義で紹介されることもある）作詞、河村直則（河村光陽）作曲の日本の童謡である。2007年（平成19年）に日本の歌百選に選出されている。
なお、レコード初出（歌：河村順子、日本ポリドール、規格品番：7580）での曲題は「嬉しい雛まつり」である。

## 概要
題名どおり、ひな祭りを歌った曲。1935年（昭和10年）、サトウハチローが娘に雛人形セットを買い与えた前後に作詞したとされる。それに河村が曲をつけ、1936年（昭和11年）2月にレコードが発売されている。
楽しい行事を歌った曲で、題名にも「うれしい」とあるにもかかわらず、西洋音楽的に分類すれば短調である。ただし、唱歌の多くは日本古来のヨナ抜き音階を用いて作曲されており、短調の曲も多い。
一方で、歌詞の中に官女から嫁いだ姉を連想するくだりがあるが、これについては、嫁ぎ先が決まった矢先に18歳で結核で亡くなったサトウハチローの姉のことを歌っているものであり、この曲が短調なのはハチローの姉へのレクイエムだからであるとの解釈もある。
サトウハチローが作詞した楽曲の中では最もよく歌われるものの一つともいわれ、日本では広く知られた曲となっている。

## 歌詞の事実誤認
この歌の歌詞には下記の事実誤認があるとされる。
- 歌詞に「右大臣」とあるが、身分の高い右大臣であれば三人官女より上にあるはずなので、正しくは大臣ではなく「随人」[7]。
- 「赤い顔」なのは向かって右にあるので（仮に大臣だとしても）「右大臣」ではなく左大臣[6][7]。
- 男雛と女雛を「お内裏様とお雛様」と呼ぶことに関しても議論がある。詳細は「雛祭り#女雛の呼称に関して」を参照。

サトウハチローの次男でサトウハチロー記念館の館長の佐藤四郎によれば、作詞したハチロー自身はこれらを誤りだと認識しており、それゆえ「自分の作品の中で一番嫌っ」ており「できることなら、この歌を捨ててしまいたい」と考えていたという。

## 替え歌
1944年（昭和19年）1月にキングレコードから、この曲に加藤省吾作詞の全く異なる歌詞がつけられた「うれしいひな祭り」が中根庸子の歌で発売された（『日本年中行事童謡集』収録）が、無断で「替え歌」を作られたことにサトウハチローが激怒し、発売停止に追い込まれた。
また子供の間では「ぼんぼり」を「爆弾」に置き換えた替え歌が登場した。

## 録音した歌手
- ロス・パンチョス（1961年に「Pobres Huerfanitos」（邦題：「悲しきみなしご（うれしいひなまつり）」）の曲名でカバー[11]。1962年に日本限定で発売されたLP『パンチョス日本を歌う -日本バンザイ-』（日本コロムビア、規格品番：YS-229）にも収録）
- 玉川さきこ、岸田今日子（ムーミン）、高木均（ムーミンパパ）、高村章子（ムーミンママ）（1970年発売のシングル『ムーミンのひなまつり』収録）
- 桑名貞子（1973年発売『ピョンピョン・リズム NHKテレビ「なかよしリズム」から』[12]）
- アラレちゃん＝小山茉美（1982年2月発売のシングル『アラレちゃんのひなまつり』収録）
- 河村順子（1988年[13]）[14]
- ドリーミング（初出は1991年発売『アンパンマンがえらんだこどものうた〜おつかいありさん』）
- 森みゆき（1992年2月発売『たのしいどうようベスト60』[15]）
- 川田孝子（1995年8月発売『懐かしの童謡歌手たち SP録音復刻盤～川田正子・孝子』[16]）
- 紺野あさ美（モーニング娘。、現テレビ東京アナウンサー）、松浦亜弥、石井リカ（2002年発売『ザ・童謡ポップス2〜春のうた集〜』に収録）
- 馬場祐美、若草児童合唱団（2005年3月発売『きせつのうたベスト はる・なつ・あき・ふゆ』収録[17]）
- 井上かおり（2006年3月発売『子どもとお母さんのための童謡 ないしょばなし』収録[18]）
- 美輪明宏（2006年11月発売『日本の詩を唄う』収録[19]）
- 林原めぐみ（2007年4月発売『林原めぐみ たのしいどうよう』収録[20]）
- アンパンマン（声優：戸田恵子）（2008年2月発売『アンパンマンとはじめよう! きせつのうたをうたおう ぽかぽかはるだよ』収録[21]）
- 山野さと子、森の木児童合唱団（2011年12月発売『こころの童謡』／シリーズ名：『日本聴こう!』収録[22]）